# Ершир (Айова)
Ершир (англ. Ayrshire) — місто (англ. city) в США, в окрузі Пало-Альто штату Айова. Населення — 133 особи (2020).

## Географія
Ершир розташований за координатами 43°2′22″ пн. ш. 94°50′1″ зх. д. / 43.03944° пн. ш. 94.83361° зх. д. (43.039552, -94.833523).  За даними Бюро перепису населення США в 2010 році місто мало площу 0,54 км², уся площа — суходіл.

## Демографія
Згідно з переписом 2010 року, у місті мешкали 143 особи в 75 домогосподарствах у складі 34 родин. Густота населення становила 267 осіб/км².  Було 95 помешкань (177/км²).
Расовий склад населення:
| - 100,0 % — білих |

До двох чи більше рас належало 0,0 %. Частка іспаномовних становила 0,0 % від усіх жителів.
За віковим діапазоном населення розподілялося таким чином: 21,7 % — особи молодші 18 років, 53,1 % — особи у віці 18—64 років, 25,2 % — особи у віці 65 років та старші. Медіана віку мешканця становила 48,8 року. На 100 осіб жіночої статі у місті припадало 110,3 чоловіків;  на 100 жінок у віці від 18 років та старших — 107,4 чоловіків також старших 18 років.
Середній дохід на одне домашнє господарство  становив 35 019 доларів США (медіана — 28 750), а середній дохід на одну сім'ю — 53 156 доларів (медіана — 53 750). За межею бідності перебувало 13,8 % осіб, у тому числі 12,1 % дітей у віці до 18 років та 7,3 % осіб у віці 65 років та старших.
Цивільне працевлаштоване населення становило 81 осіб. Основні галузі зайнятості: мистецтво, розваги та відпочинок — 28,4 %, виробництво — 21,0 %, освіта, охорона здоров'я та соціальна допомога — 13,6 %, сільське господарство, лісництво, риболовля — 11,1 %.